# Alucita phanerarcha
Alucita phanerarcha är en fjärilsart som beskrevs av Edward Meyrick 1924. Alucita phanerarcha ingår i släktet Alucita och familjen mångfliksmott, (Alucitidae). Inga underarter finns listade i Catalogue of Life.